# Eurolinguistica
L'eurolinguistica è una disciplina linguistica abbastanza nuova. Si occupa delle lingue europee in tutti i loro aspetti: storia, sociologia, politica e sistemi delle lingue e comunicazione interculturale.
Per la parola Europa esistono tre definizioni:
- la definizione politica (= le lingue dell'Unione europea; questa definizione è spesso utilizzata nei libri sulla politica linguistica, per es. Ahrens 2003)
- la definizione geografica (= le lingue dall'Atlantico all'Ural, per es. Brendler/Brendler 2007, Abbe et al. 2011)
- la definizione culturale-antropologica (= le lingue delle nazioni caratterizzate di un'eredità greca e latina, della varietà occidentale della religione cristiana (ed i suoi sviluppi con la Riforma e la Controriforma, l'uso del alfabeto latino, la separazione del potere ecclesiastico e del potere secolare, una storia comune delle arti e dell'educazione); questa è la definizione utilizzata per es. da Samuel Huntington (1996: 45ss.) e Joachim Grzega (2006).

Il termine eurolinguistica è creato da Norbert Reiter nel 1991 (tedesco Eurolinguistik), però ci sono studi eurolinguistici già dagli anni sessanta e settanta (per es. Lewy 1964, Décsy 1973, Haarmann 1975). Una bibliografia delle pubblicazioni eurolinguistiche si trova sul sito EuroLinguistiX (ed. Joachim Grzega). Due collezioni di dati linguistici, importanti per le ricerche eurolinguistiche, sono l'Atlas Linguarum Europae e il World Atlas of Linguistic Structures (Haspelmath et al. 2005). Nel 2006, Joachim Grzega pubblica un libro di base che presenta i tratti caratteristici delle lingue europee.